# Grainville-la-Teinturière
Grainville-la-Teinturière är en kommun i departementet Seine-Maritime i regionen Normandie i norra Frankrike. Kommunen ligger i kantonen Cany-Barville som tillhör arrondissementet Dieppe. År 2022 hade Grainville-la-Teinturière 1 060 invånare.

## Befolkningsutveckling
Antalet invånare i kommunen Grainville-la-Teinturière
| Referens: INSEE |